# Ermin Melunović
Ermin Melunović (serbisch-kyrillisch Ермин Мелуновић; * 18. Mai 1973 in Prijepolje, Jugoslawien) ist ein ehemaliger serbischer Fußballspieler und heutiger Trainer.

## Als Spieler
Melunović genoss seine fußballerische Ausbildung in Österreich, wo er in Krems, Wien und Horn spielte. Seine erste Station im deutschen Fußball war der SV Eintracht Trier, für den er knapp fünf Jahre in der Regionalliga West/Südwest spielte. 1998 erreichte er mit der Eintracht das DFB-Pokal-Halbfinale, auf dem Weg dorthin schlug man nacheinander den amtierenden UEFA-Pokalsieger FC Schalke 04 sowie den amtierenden Champions-League-Sieger Borussia Dortmund. Melunović pendelte in den folgenden Jahren zwischen vielen Vereinen, bei denen er nicht länger als ein Jahr blieb. In dieser Zeit spielte er in der 2. Liga, in beiden Regionalligen und in der Oberliga. Für die Saison 2009/10 wurde er vom Regionalligisten SV Darmstadt 98 unter Vertrag genommen. 2010 wechselte Melunović zum Verbandsligisten TSV Amicitia Viernheim, wo er am 12. Mai 2011 auf eigenen Wunsch vom Verein freigestellt wurde. Für die folgende Saison unterschrieb er beim Verbandsligisten 1. FC Bruchsal. Mit 39 Jahren beendete er seine Spielerkarriere.

## Erfolge
- DFB-Pokal-Halbfinale 1998 mit Eintracht Trier
- Vierter Platz mit dem 1. FSV Mainz 05 in der 2. Bundesliga 2003
- Aufstieg in die Regionalliga Süd mit dem SV Waldhof Mannheim 2008

## Als Trainer
Im Dezember 2010 machte Melunović an der Sporthochschule Köln den A-Trainerschein. Zur Saison 2013/14 wurde er Co-Trainer beim hessischen Oberligisten SV Wiesbaden. Dort arbeitet er mit seinem ehemaligen Weggefährten aus Wehener Zeiten, Djuradj Vasic, zusammen. Nach drei Jahren verließ er den Verein und erst im Sommer 2021 fand er mit dem VfB Ginsheim II einen neuen Verein. Dort stieg er zwar nach einer halben Saison zum Cheftrainer der 1. Mannschaft in der Hessenliga auf, konnte aber am Ende den Abstieg in die Verbandsliga nicht verhindern. Am 17. November 2022 wurde sein Vertrag dann aufgelöst. Für die Saison 2023/24 unterschrieb er einen Vertrag beim Hessenligisten SC Victoria Griesheim.